# كارلوس كليتنيكي
كارلوس كليتنيكي (13 أبريل 1983 بأزول، مقاطعة بوينس آيرس في الأرجنتين - ) هو لاعب كرة قدم أرجنتيني في مركز حراسة المرمى. لعب مع جيمناسيا لابلاتا ويونيون دي سانتا في وبوسطن ريفر ونادي كونسيبسيون ‏ وVilla Dálmine ‏.